# Alpha und Omega

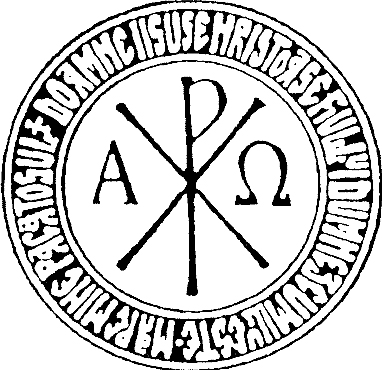
Christusmonogramm (beigefügt Alpha und Omega) mit dem Jesusgebet in rumänischer Sprache

Alpha und Omega (Α und Ω), der erste und der letzte Buchstabe des klassischen griechischen Alphabets, sind ein Symbol für Anfang und Ende, damit für das Umfassende, für Gott und insbesondere für Christus als den Ersten und Letzten. Alpha und Omega tauchen häufig als Begleitmotiv zum Christusmonogramm auf.

## Biblischer Ursprung

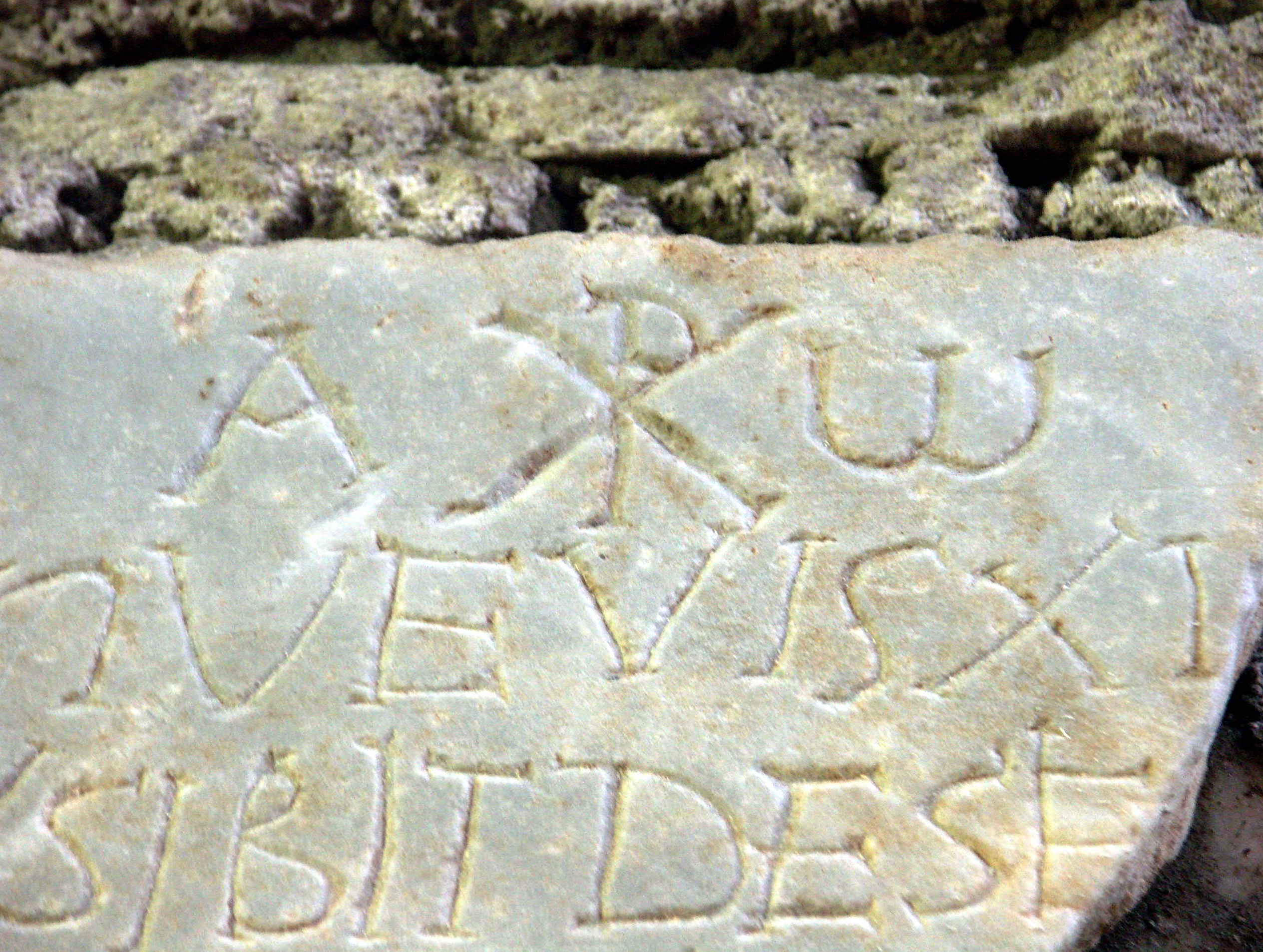
Steintafel mit lateinischer Inschrift, Alpha und Omega und Christusmonogramm Chi-Rho ☧, Domitilla-Katakomben, Rom

In der Offenbarung des Johannes bezeichnet sich der erhöhte Jesus Christus als „das Alpha und das Omega, der Erste und der Letzte, der Anfang und das Ende“ (Offb 22,13 ). In dieser Selbstvorstellung Christi werden drei Begriffspaare aufgenommen, die bereits vorher in der Offenbarung erwähnt wurden. Zum einen bezeichnet sich Gott selbst als „Alpha und Omega“ (griechisch τὸ ἄλφα καὶ τὸ ὦ; Offb 1,8 und 21,6) und als „Anfang und Ziel“ (ἡ ἀρχὴ καὶ τὸ τέλος; Offb 21,6 und nach einigen Handschriften auch in 1,8). Zum anderen hat sich Christus in Offb 1,17 und 2,8 als „Erster und Letzter“ (ὁ πρῶτος καὶ ὁ ἔσχατος) vorgestellt. Die Kombination der drei Begriffspaare in Offb 22,13 als Selbstvorstellung Christi deutet auf eine Wesensidentität Christi mit Gott hin; siehe Trinität. Diese Wesensidentität begründet im Zusammenhang von Offb 22,13 seine Funktion als Richter (Offb 22,12).
Traditionsgeschichtlicher Hintergrund des Gottes- bzw. Christusattributes „Alpha und Omega“ in der Offenbarung des Johannes ist das im zweiten Teil des Buches Jesaja wiederholt vorkommende Gottesattribut „Erster und Letzter“ (Jes 44,6 : רִאשׁוֹן und אַחֲרוֹן, ähnlich: Jes 41,4  und Jes 48,12 ). Die Offenbarung nimmt dieses Gottesattribut wahrscheinlich direkt aus dem hebräischen Text der genannten Stellen auf und platziert es in Offb 22,13 (vergleiche Off. 1,17  und 2,8) direkt neben das Christusattribut „das Alpha und das Omega“. Alpha und Omega erscheinen so als „prägnante und anschauliche Umschreibung“ des alttestamentlichen „Erster und Letzter“.
Somit lässt sich, auch mit dem zweiten verbundenen Christus- bzw. Gottesattribut „Anfang und Ende“ (Offb 22,13 vergleiche 21,6), recht gut der Sinn des Attributes „das Alpha und das Omega“ in der Offenbarung des Johannes erschließen: Christus und Gott sind „der Anfangende und der Abschließende, der Schöpfer und der Vollender, der, ‚aus dem und zu dem‘ alles ist“. Gott und Christus sind der Offenbarung zufolge diejenigen, „welche die ganze Wirklichkeit umgreifen und also Macht über alle Wirklichkeit haben“.

## Verbreitung

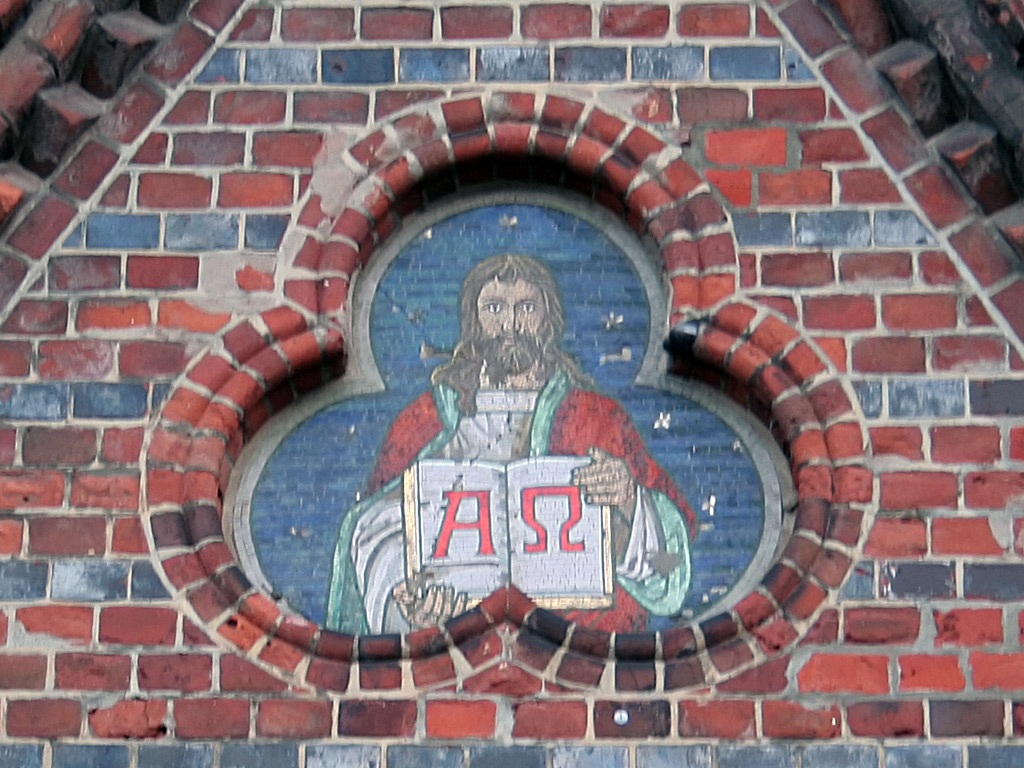
Frontseite der Kieler Nikolaikirche

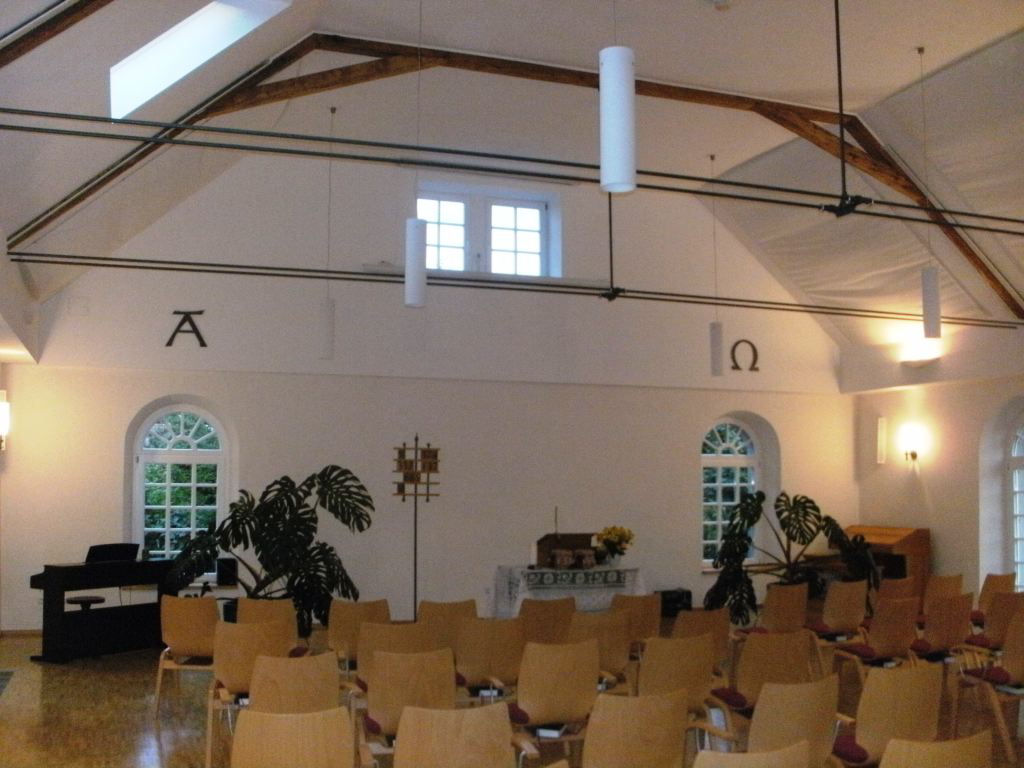
Inneres der Mennonitenkirche Friedelsheim: Alpha und Omega, auf eine Kreuzesdarstellung wird hier verzichtet

Die Chiffre Alpha und Omega findet in nachneutestamentlicher Zeit rasche Verbreitung. Durch einen ergänzenden Text oder ein Emblem bezieht sich der Ausdruck immer auf Jesus Christus. Ältestes Beispiel für die frühe Verbreitung könnte das Rotas-Opera-Quadrat aus Pompeji, das heißt vor 79 n. Chr., sein. Es bietet, wie das in der Antike verbreitete Sator-Quadrat, eine symmetrische Anordnung von fünf mal fünf Buchstaben in einem Quadrat. Die Buchstaben ergeben neu zusammengesetzt zweimal Paternoster und zweimal AO. Im 2. Jahrhundert bieten uns Irenäus und Clemens Belege für eine Verbreitung des Ausdrucks in gnostischen Kreisen, die Buchstabenspekulationen pflegten.
Der Gebrauch geht wahrscheinlich auf die vorkonstantinische Zeit zurück. Im 4. Jahrhundert ist er im Festlandsgriechenland und in Kleinasien, Palästina, Arabien und Nubien, Italien, Gallien und Nordafrika besonders verbreitet. Man findet die Symbole hauptsächlich auf Grabinschriften, Sarkophagen und in liturgischen Büchern, später auch auf Amphoren und anderen Gefäßen, auf Ringen und Münzen, Ziegeln und zahlreichen Gegenständen des täglichen Gebrauchs. Auf Fresken der Katakomben in Rom (Santo Poziano, Santi Pietro e Marcellino), Neapel (S. Gennaro) und Syrakus tauchen Α und Ω nicht vor dem 5. Jahrhundert auf. Das Mosaik in S. Aquilino, Mailand, und das Kreuzmedaillon im Apsismosaik der Kirche Sant’Apollinare in Classe, Ravenna, zählen zu den bekanntesten Darstellungen.
Im heutigen Sprachgebrauch wird daraus abgeleitet die Kombination der entsprechenden lateinischen Buchstaben „das A und O“ oft als Metapher für „die Grundprinzipien“ oder „die Quintessenz“ etc. benutzt.

## Heraldik

Wappen mit Alpha und Omega

Logo der Jesus Freaks

Zeitgenössische Steinmetzarbeit, Christusmonogramm kombiniert mit dem Symbol A und O, Nordfriedhof in Wiesbaden

- Alpha und Omega im Wappen sind in der Heraldik eine Gemeine Figur und vorrangig in Wappen von Bischöfen und ähnlich geistlichen Personen anzutreffen. Die beiden griechischen Buchstaben stehen symbolisch für den Anfang und das Ende. Es gibt zwei Möglichkeiten der Darstellung in einem Wappen: Entweder die Buchstaben werden einfach nur ins Schild gestellt, oder sie werden in einem aufgeschlagenen Buch gezeigt – gemäß der heraldischen Darstellung rechts das Alpha und links das Omega.
- Im Logo der Jesus Freaks ist das Alpha dem Omega einbeschrieben, so dass es dem Anarcho-Zeichen ähnelt.